# Paraliparis calidus
Paraliparis calidus és una espècie de peix pertanyent a la família dels lipàrids.

## Descripció
- Fa 14,2 cm de llargària màxima.
- Cap, aletes i ventre de color negre.
- Absència d'aletes pèlviques.[5][6]

## Hàbitat
És un peix marí i batidemersal que viu entre 150 i 1.207 m de fondària.

## Distribució geogràfica
Es troba a l'Atlàntic occidental: des del golf de Sant Llorenç (el Canadà) fins al golf de Mèxic.

## Observacions
És inofensiu per als humans.